# Ясон (первосвященник)
Ясон I (івр. יאסון; д/н — після 166 до н. е.)  — 43-й юдейський первосвященик.

## Життєпис
Син Симона II, юдейського первосвященника. При народженні отримав ім'я Ісус (Єшуа). Згодом захопився елліністичною культурою, тому змінив ім'я на Ясон, яке було дещо співзвучне першому.
Долучився до партії елліністів. 175 році до н. е. за 360 талантів (ще 80 талантів обіцяв надати з доходів первосвященика) купив в селевкідського царя Антіоха IV сан первосвященника, скориставшись смертю брата Онії III та малолітством небожа Онії. В результаті була порушена традиція передання цього сану в колі малої родини (батько-син).
Розпочав еллінізацію юдейської громади Єрусалиму. В місті було засновано гімнасій для юнацтва (право на це отримав за 150 талантів), зведено палестру — місце для публічних ігор під стінами фортеці. За цим створено інститут ефебії. При цьому спирався на чималу підтримку знаті та молодого населення. Чернь збігалася на ці язичницькі видовища, і самі жерці забували заради них обов'язки і своє служіння. Еллінізація посилювалася, деякі соромилися називати себе юдеями, навіть намагалися замаскувати ознаки обрізання.
У 174 р. він послав до Тіру урочисте посольство присутнім на Олімпійських іграх і величезні суми на жертви Гераклу. Посли, менш нечестиві, ніж їх первосвященик, відступили від такого святотатського використання громадської скарбниці і представили цю суму на відновлення царського флоту. Близько того ж часу Антіох IV прибув до Єрусалиму, і первосвященик прийняв його з усіма пишнотами, згідно з тими милостями, яких він очікував від нього. Цар був проваджений з смолоскипами і повернувся в Антіохію під враженням цього урочистого прийому. Через три роки Ясон послав до нього Менелая, брата Симона і доручив йому принести річну данину. Але Менелай інтригам здобув від царя право на первосвященство. Єрусалим розділився між цими ними, але партія Ясона взяла гору, і Менелай втік до Антіохії просити допомоги царя. Антіох IV обіцяв свою допомогу.
Ясон, не будучи в змозі чинити опір, 171 року до н. е. втік за річку Йордан — до область Аммон. У 169/168 році до н. е. здійснив спробу відновити владу над Єрусалимом, завдав поразки Менелаю. Але 166 року до н. е. зазнав поразки від Антіоха IV. Тому втік до Арети I, царя Набатеї. Але не зміг отримати війська. Звідти перебрався до Єгипту, але отримав підтримки від Птолемеїв. Тому зрештою перебрався до Спарти, де помер.